# Manslaughter (Vereinigte Staaten)
Manslaughter ist im Strafrecht der USA ein Straftatbestand, der eine Reihe von Tötungsdelikten umfasst.

## Tatbestand
Manslaughter ist ein Straftatbestand, der rechtswidrige Tötungsdelikte unterhalb des Tatbestandes „Murder“ umfasst. Er stammt aus dem Common Law, wo er ab dem 15. Jahrhundert auftritt. Eine eigenständige Definition erweist sich als schwierig, da der Begriff praktisch alle Tötungsdelikte unterhalb von „Murder“ umfasst. Die Untergliederung erfolgt in die beiden Hauptgruppen Intentional Manslaughter („beabsichtigte Tötung“, im deutschen Strafrecht etwa vergleichbar mit  Totschlag) und Involuntary Manslaughter („unbeabsichtigter Tötung“, im deutschen Strafrecht etwa vergleichbar mit Fahrlässiger Tötung). Diese Untergliederung besteht seit dem 18. Jahrhundert. Darüber hinaus gibt es eine Reihe von Tatbeständen, die eigenständige Unterfälle von Manslaughter bilden.

## Formen der Begehung

### Intentional Manslaughter
Intentional manslaughter (auch: first degree manslaughter; manslaughter in the first degree; voluntary manslaughter) umfasst die beabsichtigte Tötung eines Menschen. Das ist der Tatbestand von Murder. Bei intentional manslaughter aber liegen beim Begehen der Tat Umstände vor, die die Verwerflichkeit der Tat schwächen. Dazu zählen eine Provokation des Täters in einem tatangemessenen Umfang oder verminderte Schuldfähigkeit.

### Involuntary Manslaughter
Involuntary manslaughter (auch: second degree manslaughter; manslaughter in the second degree; negligent manslaughter) ist eine Tötung, die ohne den Vorsatz zu töten oder ernsthaft zu verletzen begangen wurde, etwa während ein anderes Verbrechen begangen wurde oder aus Nachlässigkeit. Ausgenommen hiervon ist die Tötung, während ein anderes schweres Verbrechen begangen wird. Dann handelt es sich um Felony Murder.

### Manslaughter with a Motor Vehicle
Manslaughter with a motor vehicle (auch: manslaughter with an automobile, vehicular manslaughter) ist eine fahrlässig begangene Tötung beim Betrieb eines Autos. Der Täter muss dazu die Gefahr erkannt, sich rücksichtslos oder mutwillig verhalten und Möglichkeiten, die Tötung zu verhindern, nicht genutzt haben. Der Tatbestand wurde aus dem allgemeinen manslaughter erstmals 1935 ausgegliedert.

### Intoxication Manslaughter
Intoxication manslaughter liegt vor, wenn ein berauschter Täter sein Opfer beim Betrieb eines Fahrzeuges oder einer anderen Maschine tötet. Der Tatbestand wurde aus dem allgemeinen manslaughter erstmals 1993 ausgegliedert.

### Misdemeanor Manslaughter
Misdemeanor manslaughter ist eine Tötung, die daraus resultierte, dass ein Vergehen (zum Beispiel ein Verstoß gegen Regeln des Straßenverkehrs) begangen wurde. Der Tatbestand wurde aus dem allgemeinen Tatbestand des manslaughter erstmals 1943 ausgegliedert.